# دوري أبطال أوقيانوسيا 2016
دوري أبطال أوقيانوسيا 2016 (بالإنجليزية: 2016 OFC Champions League)‏ هو موسم من دوري أبطال أوقيانوسيا. أقيم خلال الفترة 26 يناير 2016 وحتى 23 أبريل 2016، وشارك فيه  15 فريقاً، وفاز فيه نادي أوكلاند سيتي.

## الفرق
شارك في الدوري 2 فريقاً.
| المركز | فريق              | لعب | ف | ت | خ | له | عليه | ف.أ | نقاط | ملاحظة |
| ------ | ----------------- | --- | - | - | - | -- | ---- | --- | ---- | ------ |
| 1      | نادي أوكلاند سيتي |     |   |   |   |    |      |     |      |        |
| 2      | تيم ويلينغتون     |     |   |   |   |    |      |     |      |        |